# Invasão indonésia de Timor-Leste
A invasão indonésia de Timor-Leste, conhecida na Indonésia como Operação Lotus (em indonésio:  Operasi Seroja), começou em 7 de dezembro de 1975, quando os militares indonésios, com o apoio político e militar dos EUA, invadiram Timor-Leste sob o pretexto de anticolonialismo e anticomunismo. A derrubada de um governo  popular e breve liderado pela Fretilin provocou uma ocupação violenta durante um quarto de século em que entre aproximadamente 80 a 200 000 soldados e civis são estimados por terem sido mortos, tendo sido exterminado um quinto da população. A maioria das fontes considera que a invasão  Indonésia em Timor -Leste constituiu genocídio.
Durante os primeiros anos da ocupação, os militares indonésios enfrentaram forte resistência no interior montanhoso da ilha, mas a partir de 1977-1978, os militares adquiriram armamento moderno dos Estados Unidos, Austrália e outros países, para destruir o grupo rebelde. No entanto, nas duas últimas décadas do século XX viu-se contínuos embates entre grupos indonésios e timorenses sobre o estatuto de Timor- Leste; até que, os violentos confrontos em 1999, levariam à intervenção da ONU pela Missão das Nações Unidas em Timor-Leste e a realização de um referendo em que os timorenses votaram pela independência, ocorrida em 2002.

## Antecedentes
Timor-Leste deve a sua distinção territorial do restante do Timor, e do arquipélago indonésio como um todo, ao facto de ter sido colonizado pelos portugueses e não pelos holandeses; um acordo dividindo a ilha entre as duas potências foi assinado em 1915. O domínio colonial foi substituído pelos japoneses durante a Segunda Guerra Mundial, cuja ocupação gerou um movimento de resistência que resultou na morte de 60 000 pessoas, 13% da população da época. Após a guerra, as Índias Orientais Holandesas garantiram sua independência quando a República da Indonésia e os portugueses, entretanto, restabeleceram o controle sobre Timor-Leste.

### Retirada portuguesa e guerra civil
De acordo com a Constituição de Portugal anterior a 1974, Timor-Leste, até então conhecido como Timor Português, era uma "província ultramarina", tal como qualquer das províncias fora de Portugal continental. As "províncias ultramarinas" incluíam também Angola, Cabo Verde, Guiné Portuguesa, Moçambique, São Tomé e Príncipe em África; Macau na China; e incluiu os territórios da Índia portuguesa até 1961, quando a Índia invadiu e anexou o território.
Em abril de 1974, o Movimento das Forças Armadas (MFA), de esquerda, dentro dos militares portugueses orquestrou um golpe de Estado contra o governo autoritário de direita do Estado Novo em Lisboa (a chamada "Revolução dos Cravos") , e anunciou a sua intenção de retirar-se rapidamente das possessões coloniais de Portugal (incluindo Angola, Moçambique e Guiné, onde os movimentos guerrilheiros pró-independência lutavam desde a década de 1960).
Ao contrário das colônias africanas, Timor-Leste não experimentou uma guerra de libertação nacional. Os partidos políticos indígenas rapidamente surgiram em Timor: a União Democrática Timorense (UDT) foi a primeira associação política a ser anunciada após a Revolução dos Cravos. A UDT era originalmente composta por altos líderes administrativos e proprietários de plantações, bem como por líderes tribais nativos. Esses líderes tinham origens conservadoras e mostravam fidelidade a Portugal, mas nunca defenderam a integração com a Indonésia. Enquanto isso, a Fretilin (Frente Revolucionária do Timor-Leste Independente) era composta por administradores, professores e outros "membros recém-recrutados das elites urbanas". A Fretilin rapidamente se tornou mais popular do que a UDT devido a uma variedade de programas sociais que introduziu à população. A UDT e a Fretilin entraram numa coligação em Janeiro de 1975 com o objectivo unificado de autodeterminação. Essa coligação passou a representar quase todo o setor instruído e a grande maioria da população. A Associação Popular Democrática Timorense (APODETI), um terceiro partido menor, também surgiu, e seu objetivo era a integração com a Indonésia. O partido teve pouco apelo popular.
Em abril de 1975, conflitos internos dividiram a liderança da UDT, com Lopes da Cruz liderando uma facção que queria abandonar a Fretilin. Lopes da Cruz estava preocupado que a ala radical da Fretilin transformasse Timor-Leste numa frente comunista. A Fretilin considerou esta acusação de conspiração indonésia, pois a ala radical não tinha uma base de poder. A 11 de Agosto, a Fretilin recebeu uma carta dos dirigentes da UDT a pôr termo à coligação.
O golpe da UDT foi uma "operação organizada", em que uma demonstração de força nas ruas foi seguida pela tomada de infraestrutura vital, como estações de rádio, sistemas de comunicações internacionais, aeroporto e delegacias de polícia. Durante a guerra civil resultante, os líderes de cada lado "perderam o controlo sobre o comportamento dos seus apoiantes", e enquanto os líderes tanto da UDT como da Fretilin se comportavam com moderação, os apoiantes incontroláveis orquestraram vários expurgos sangrentos e assassinatos. Os líderes da UDT prenderam mais de 80 membros da Fretilin, incluindo o futuro líder Xanana Gusmão. Os membros da UDT mataram uma dezena de membros da Fretilin em quatro locais. As vítimas incluíam um membro fundador da Fretilin e um irmão do seu vice-presidente, Nicolau Lobato. A Fretilin respondeu apelando com sucesso para as unidades militares timorenses treinadas por portugueses. A tomada violenta da UDT provocou assim a guerra civil de três semanas, ao colocar os seus 1 500 soldados contra as 2 000 forças regulares agora lideradas pelos comandantes da Fretilin. Quando os militares timorenses treinados por portugueses mudaram de aliança para a Fretilin, esta passou a ser conhecida como FALINTIL.
No final de agosto, os remanescentes da UDT estavam recuando em direção à fronteira indonésia. Um grupo de novecentos da UDT atravessou Timor Ocidental a 24 de Setembro de 1975, seguido por mais de mil outros, deixando a Fretilin no controlo de Timor-Leste durante os três meses seguintes. O número de mortos na guerra civil teria incluído quatrocentas pessoas em Díli e possivelmente mil e seiscentas nas colinas.

### Motivações indonésias

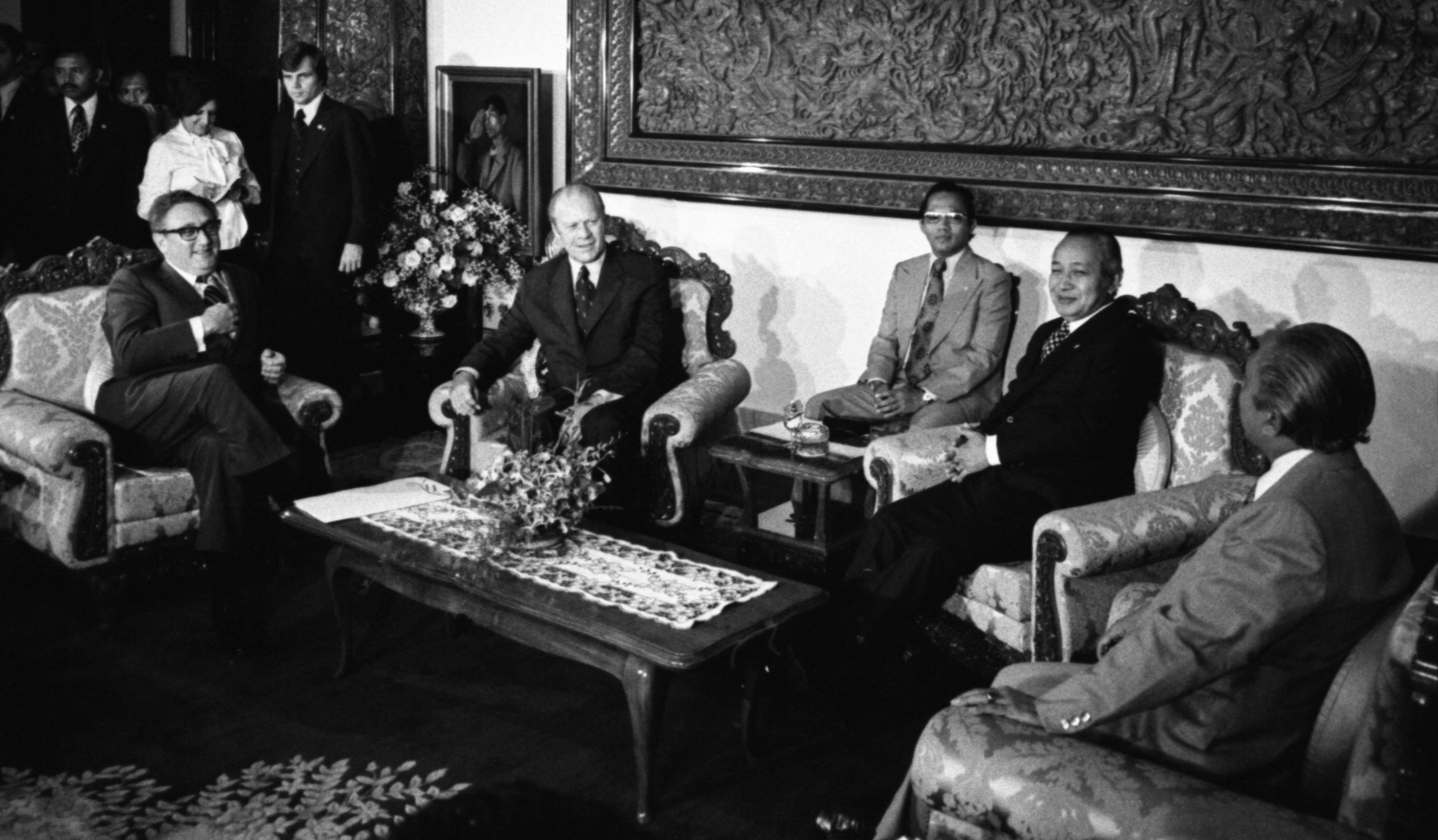
O Secretário de Estado norte-americano Henry Kissinger e o Presidente Gerald Ford discutiram Timor-Leste com o Presidente Suharto um dia antes da invasão.

Os nacionalistas indonésios e os militares da linha dura, particularmente líderes da agência de inteligência Kopkamtib e da unidade de operações especiais Opsus, perceberam o golpe português como uma oportunidade para a anexação de Timor-Leste pela Indonésia. O chefe da Opsus e conselheiro próximo do presidente indonésio Suharto, o major-general Ali Murtopo, e o seu protegido, brigadeiro-general Benny Murdani, lideraram as operações de inteligência militar e encabeçaram o esforço pró-anexação da Indonésia. Os fatores políticos internos indonésios em meados da década de 1970 não eram propícios a tais intenções expansionistas; o escândalo financeiro de 1974-1975 em torno da companhia petrolífera Pertamina significou que a Indonésia tinha que ser cautelosa para não alarmar doadores e banqueiros estrangeiros críticos. Assim, Suharto originalmente não apoiava uma invasão de Timor-Leste.
Tais considerações foram ofuscadas pelos temores indonésios e ocidentais de que a vitória dos esquerdistas da Fretilin levaria à criação de um Estado comunista na fronteira indonésia que poderia ser usado como base para incursões das potências hostis na Indonésia e uma potencial ameaça aos submarinos ocidentais. Temia-se também que um Timor-Leste independente dentro do arquipélago pudesse inspirar sentimentos secessionistas nas províncias indonésias. Essas preocupações foram usadas com sucesso para angariar o apoio dos países ocidentais interessados em manter boas relações com a Indonésia, particularmente os Estados Unidos, que na época estava concluindo sua retirada da Indochina. As organizações de inteligência militar buscaram inicialmente uma estratégia de anexação não militar, pretendendo utilizar a APODETI como seu veículo de integração. A "Nova Ordem" governante da Indonésia planejou a invasão de Timor-Leste. Não havia liberdade de expressão na "Nova Ordem" Indonésia e, portanto, também não havia necessidade de consultar os timorenses.
No início de setembro, cerca de duzentos soldados das forças especiais lançaram incursões, que foram notadas pela inteligência estadunidenses, e em outubro, seguiram-se ataques militares convencionais. Cinco jornalistas, conhecidos como Balibo Five, que trabalhavam para redes de notícias australianas foram executados por tropas indonésias na cidade fronteiriça de Balibo em 16 de outubro.
John Taylor escreve que a Indonésia invadiu por três razões principais: (1) para evitar o “exemplo negativo” de uma província independente, (2) para ter acesso às elevadas estimativas iniciais de petróleo e gás natural sob o Mar de Timor (estimativas iniciais que se revelaram amplamente equivocadas) e (3) após a queda do Vietnã do Sul, tornar-se o principal parceiro militar dos Estados Unidos no Sudeste Asiático.

## Invasão
Em 7 de dezembro de 1975, as forças indonésias invadiram Timor-Leste.

### Operasi Seroja (1975–1977)

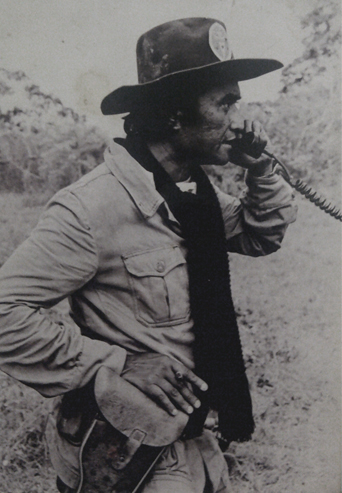
Coronel Dading Kalbuadi comandante indonésio da Operasi Seroja

A Operasi Seroja (Operação Lotus) foi a maior operação militar já realizada pela Indonésia. Após um bombardeio naval de Díli, as tropas marítimas indonésias desembarcaram na cidade enquanto simultaneamente desciam paraquedistas. 641 paraquedistas indonésios saltaram para Díli, onde travaram seis horas de combate com as forças das FALINTIL. De acordo com o autor Joseph Nevins, navios de guerra indonésios bombardearam suas próprias tropas que avançavam e aviões de transporte indonésios lançaram alguns dos seus paraquedistas sobre as forças das Falantil em retirada e sofreram, por conseguinte. Ao meio-dia, as forças indonésias tomaram a cidade ao custo de 35 soldados indonésios mortos, enquanto 122 soldados das FALINTIL morreram no combate.
A 10 de Dezembro, uma segunda invasão resultou na captura da segunda maior cidade, Baucau, e no dia de Natal, cerca de 10 000 a 15 000 soldados desembarcaram em Liquiçá e Maubara. Em abril de 1976, a Indonésia tinha cerca de 35 000 soldados em Timor-Leste, com outros 10 000 de prontidão no Timor Ocidental indonésio. Uma grande proporção dessas tropas eram de comandos de elite da Indonésia. No final do ano, 10 000 soldados ocupavam Díli e outros 20 000 tinham sido destacados para todo o Timor-Leste. Massivamente em menor número, as tropas das FALINTIL fugiram para as montanhas e continuaram as operações de combate de guerrilha.
Nas cidades, as tropas indonésias começaram a matar timorenses. No início da ocupação, a rádio FRETILIN transmitiu a seguinte emissão: “As forças indonésias estão a matar indiscriminadamente. Por favor, faça algo para parar esta invasão". Um refugiado timorense contou mais tarde sobre "estupro [e] assassinatos a sangue frio de mulheres e crianças e donos de lojas chinesas". O bispo de Díli na época, Martinho da Costa Lopes, disse mais tarde: "Os soldados que desembarcaram começaram a matar todos que encontravam. Havia muitos cadáveres nas ruas - tudo o que podíamos ver eram os soldados matando, matando, matando". Num incidente, um grupo de cinquenta homens, mulheres e crianças – incluindo o repórter freelance australiano Roger East – foram enfileirados num penhasco fora de Díli e baleados, os seus corpos caíram no mar. Muitos desses massacres ocorreram em Díli, onde os espectadores foram ordenados a observar e contar em voz alta à medida que cada pessoa era executada. Além dos apoiadores da FRETILIN, os migrantes chineses também foram escolhidos para execução; quinhentos foram mortos apenas no primeiro dia.

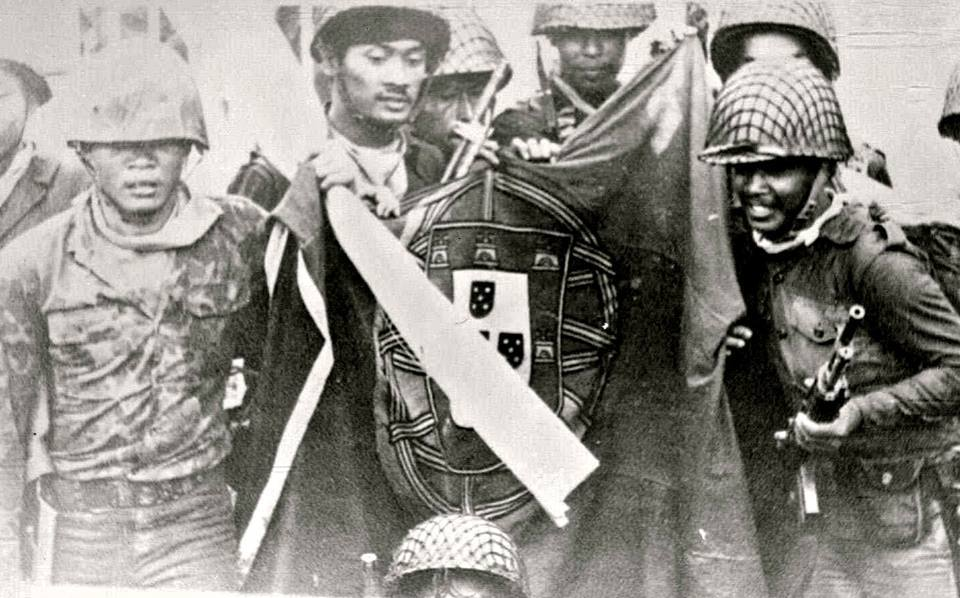
Bandeira portuguesa capturada por soldados indonésios.

### Impasse
Embora os militares indonésios tenham avançado em Timor-Leste, a maioria das populações abandonaram as cidades e aldeias invadidas nas áreas costeiras para o interior montanhoso. As forças das FALINTIL, compostas por 2 500 soldados regulares em tempo integral do antigo exército colonial português, foram bem equipadas por Portugal e "restringiram severamente a capacidade do exército indonésio de avançar". Assim, durante os primeiros meses da invasão, o controlo indonésio estava confinado principalmente às principais cidades e aldeias, como Díli, Baucau, Aileu e Same.
Ao longo de 1976, os militares indonésios usaram uma estratégia na qual as tropas tentavam mover-se para o interior a partir das áreas costeiras para se juntarem às paraquedistas mais interioranas. Esta estratégia falhou e as tropas receberam forte resistência das FALINTIL. Por exemplo, 3 000 soldados indonésios levaram quatro meses para capturar a cidade de Suai, uma cidade sulista a apenas três quilômetros da costa. Os militares continuaram a restringir a entrada de todos os estrangeiros e timorenses ocidentais em Timor-Leste, e Suharto admitiu em Agosto de 1976 que a Fretilin "ainda possuía alguma força aqui e ali".
Em abril de 1977, os militares indonésios enfrentavam um impasse: as tropas não faziam avanços terrestres há mais de seis meses, e a invasão atraiu crescente publicidade internacional adversa.

## Reação das Nações Unidas
Em 12 de dezembro de 1975, a Assembleia Geral das Nações Unidas adotou uma resolução que "deplorou fortemente" a invasão de Timor-Leste pela Indonésia, exigiu que Jacarta retirasse as tropas "sem demora" e permitisse aos habitantes da ilha exercer o seu direito à autodeterminação. A resolução também solicitou que o Conselho de Segurança das Nações Unidas tomasse medidas urgentes para proteger a integridade territorial de Timor-Leste.
Em 22 de dezembro de 1975, o Conselho de Segurança da ONU reuniu-se e aprovou por unanimidade uma resolução semelhante à da Assembleia. A resolução do Conselho instou o Secretário-Geral da ONU a "enviar urgentemente um representante especial a Timor-Leste com o objetivo de fazer uma avaliação no local da situação existente e de estabelecer contacto com todas as partes no Território e todos os Estados interessados para assegurar a implementação da atual resolução.
Daniel Patrick Moynihan, o embaixador dos EUA na ONU na altura, escreveu na sua autobiografia que "a China apoiou totalmente a Fretilin em Timor e perdeu. No Saara espanhol, a Rússia apoiou igualmente a Argélia e a sua frente, conhecida como Polisario, e perdeu. Em ambos os casos, os Estados Unidos desejaram que as coisas acontecessem como aconteceram e trabalharam para que isso acontecesse. O Departamento de Estado almejava que as Nações Unidas se mostrassem totalmente ineficazes em quaisquer medidas que tomassem. Essa tarefa foi-me dada, e levei-a adiante com sucesso considerável". Mais tarde, Moynihan admitiu que, como embaixador dos EUA na ONU, tinha defendido uma política "desvergonhada" da Guerra Fria em relação a Timor-Leste.

## Representações na ficção
- Balibo, um filme australiano de 2009 sobre os Balibo Five, um grupo de jornalistas australianos que foram capturados e mortos pouco antes da invasão indonésia de Timor-Leste
- A Guerra da Beatriz, um filme de drama de 2013 produzido por Timor-Leste ambientado durante a invasão indonésia.[56]

## Leitura complementar
- Indonesian Casualties in East Timor, 1975–1999: Analysis of an Official List
- Gendercide Watch. Case Study: East Timor (1975–99) Arquivado em 2015-09-24 no Wayback Machine
- History of East Timor – Indonesia Invades
- USING ATROCITIES: U.S. Responsibility for the SLAUGHTERS IN INDONESIA and EAST TIMOR por Peter Dale Scott, PhD
- War, Genocide, and Resistance in East Timor, 1975–99: Comparative Reflections on Cambodia por Ben Kiernan
- Historical Dictionary of East Timor por Geoffrey C. Gunn
- Fibiger, Mattias (11 de junho de 2020). «A Diplomatic Counter-revolution: Indonesian diplomacy and the invasion of East Timor». Modern Asian Studies. 55 (2): 587–628. doi:10.1017/S0026749X20000025